# 蔡少綿
蔡少綿（英語：Linda Choy Siu Min，（1971年1月1日—），前任香港環境局政治助理。前任香港迪士尼樂園公共事務副總裁。

## 簡歷
蔡少綿在香港浸會學院學士畢業，主修傳理，其後於倫敦大學倫敦政治經濟學院修畢國際關係碩士課程。
1998年，蔡少綿出任香港政府政務主任職系，於2004年轉任《南華早報》編輯。2007年，她加入香港迪士尼樂園任職政府事務總監。
蔡少綿在任職環境局政治助理期間，共跟隨局長邱騰華外訪21次，出訪地方包括日本、澳洲、加拿大、美國、韓國、歐洲、巴西等，涉及開支93萬元，外訪開支較所有副局長高。
2013年7月，蔡少綿重返香港迪士尼樂園，接替退休的盧炳松擔任公共事務副總裁，帶領專責政府事務、對外事務、社區關係、傳媒關係及演藝人員傳訊的團隊。
2020年3月，蔡少綿接替轉職金管局的蘇家碧擔任港鐵公司事務總監。